# فیض محمد
فیض محمد (انگلیسی: Faiz Muhammad; ۲۳ سپتامبر ۱۹۳۷ – ۲۹ اکتبر ۲۰۱۴) کشتی‌گیر اهل پاکستان بود.